# Marabu
Marabu est un groupe de musique pop québécois composé de deux membres, soit André Simard et Jesse Proteau, tous les deux originaires de Québec.

## Biographie
Les deux membres du groupe, André et Jesse, se sont connus à l'école secondaire, alors qu'ils partageaient les mêmes intérêts musicaux. Ils désiraient tous les deux plus que tout percer dans l'univers de la musique et enregistrer un album, rêve qui s'est finalement concrétisé en 2006 avec le lancement de leur premier album.
Toutes les musiques des chansons sont composées par les deux membres du groupe, mais ces derniers n'écrivent pas les paroles,[source insuffisante].